# オルネー＝スー＝ボワ
オルネー＝スー＝ボワ （Aulnay-sous-Bois）は、フランス、イル＝ド＝フランス地域圏、セーヌ＝サン＝ドニ県の都市。

## 由来

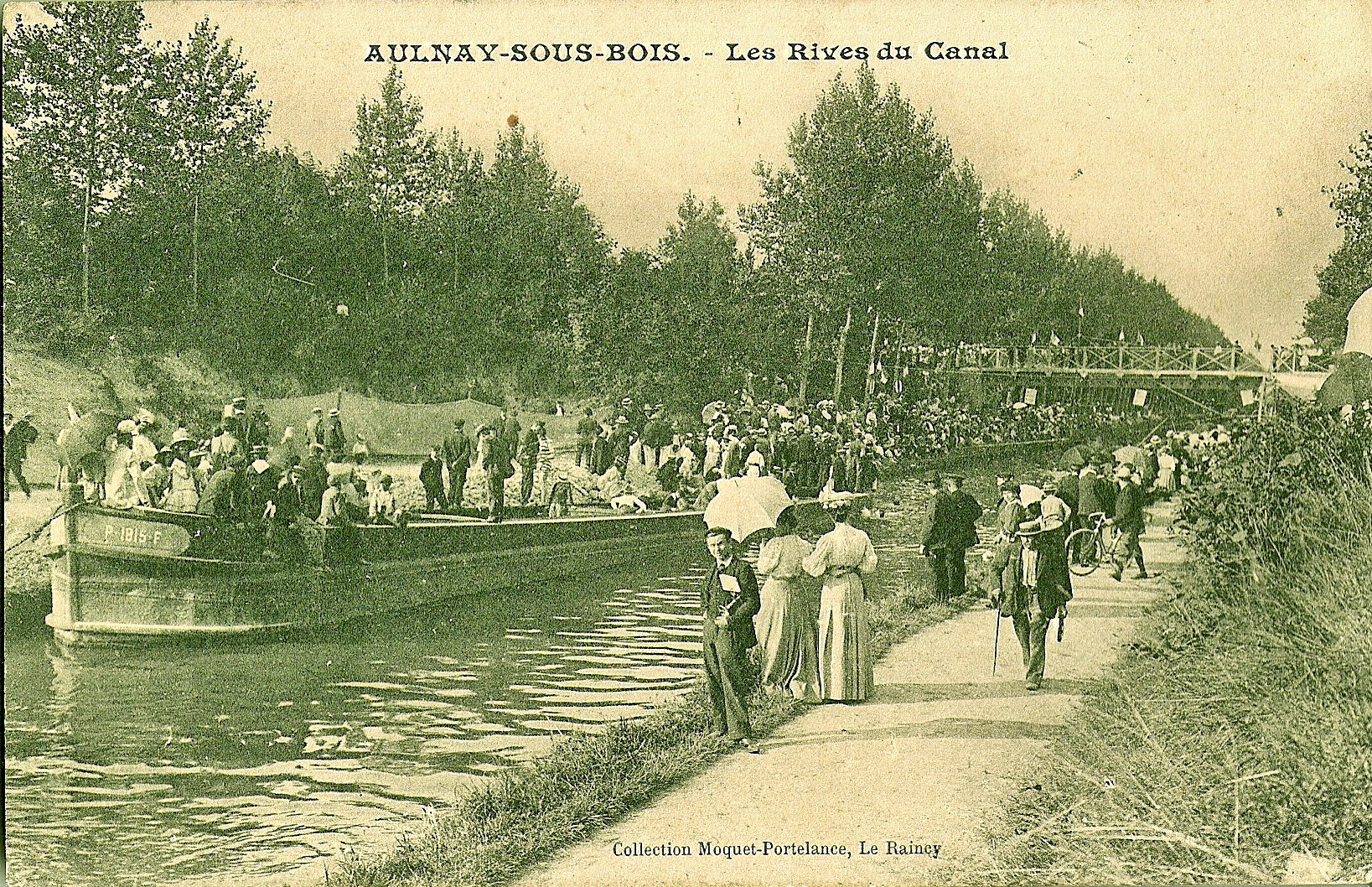
20世紀初頭のOurcq運河

ラテン語のアルネトゥム（alnetum、ハンノキが植えられた土地）に由来する。2つの河川が合流するこの土地には、ハンノキが数多くあった。別の説では、『ハンノキの土地』を意味するPagellus alnetenisであったとする。
オルノワ地方（Aulnois）は、茂み、牧草地、森林の間に小さな村落や定住地が点在する、イル＝ド＝フランスの小さな農村地帯であった。パリ北東部に広がるボンディの森に、周囲を囲まれていた。市の名前は時代によって変遷した。Aunay Aunais、Anay、Aunoy、Aulnay、Aulnay-la-Fosse、15世紀にはAulnay-en-France、1787年にはAulnay-les-Bondyと呼ばれていた。現在の名になったのは1903年である。

## 地理
パリのノートルダム大聖堂から約19km、シャルル・ド・ゴール空港から約5kmの地点にある。

## 歴史
- 1803年 -  Ourcq運河の掘削始まる。
- 1838年 - 運河を利用したパリ＝モー間の郵便輸送が始まる（1849年廃止）。
- 1875年 - 北部鉄道のパリ＝ソワソン間開通。
- 1955年 - 市北部に広がる田園地帯の都市化が始まる。
- 2005年 - 2005年パリ郊外暴動事件の暴動が起こる。

## 交通
- 道路 - A1、A3、A104
- 鉄道 - RERB線オルネー＝スー＝ボワ駅
- トラム - トラム

## 出身者
- シャルル・トラオレ - サッカー選手